# Paracyrtophyllus excelsus
Paracyrtophyllus excelsus är en insektsart som först beskrevs av Rehn, J.A.G. och Morgan Hebard 1914.  Paracyrtophyllus excelsus ingår i släktet Paracyrtophyllus och familjen vårtbitare. Inga underarter finns listade i Catalogue of Life.